# Youngblood Hawke
Youngblood Hawke (bra O Preço da Ambição) é um filme estadunidense de 1964, em preto e branco, do gênero drama, dirigido e roteirizado por Delmer Daves, baseado no romance homônimo de Herman Wouk e musicado por Max Steiner.

## Sinopse
Caminhoneiro do Kentucky torna-se escritor de sucesso, com diversas mulheres de Nova York disputando sua atenção. 

## Elenco
- James Franciscus ....... Youngblood Hawke
- Suzanne Pleshette ....... Jeanne Green
- Geneviève Page ....... Frieda Winter
- Eva Gabor ....... Fannie Prince
- Mary Astor ....... Irene Perry
- Lee Bowman ....... Jason Prince
- Edward Andrews ....... Quentin Judd
- Don Porter ....... Ferdie Lax
- Mildred Dunnock ....... Mrs. Sarah Hawke
- Kent Smith ....... Paul Winter Sr.
- John Dehner ....... Scotty Hawke
- John Emery ....... Georges Peydal
- Mark Miller ....... Ross Hodge
- Hayden Rorke ....... Mr. Givney
- Werner Klemperer ....... Mr. Leffer